# Bratmilovce
Bratmilovce (en serbe cyrillique : Братмиловце) est une localité de Serbie située sur le territoire de la Ville de Leskovac, district de Jablanica. Au recensement de 2011, elle comptait 3 468 habitants.

## Histoire

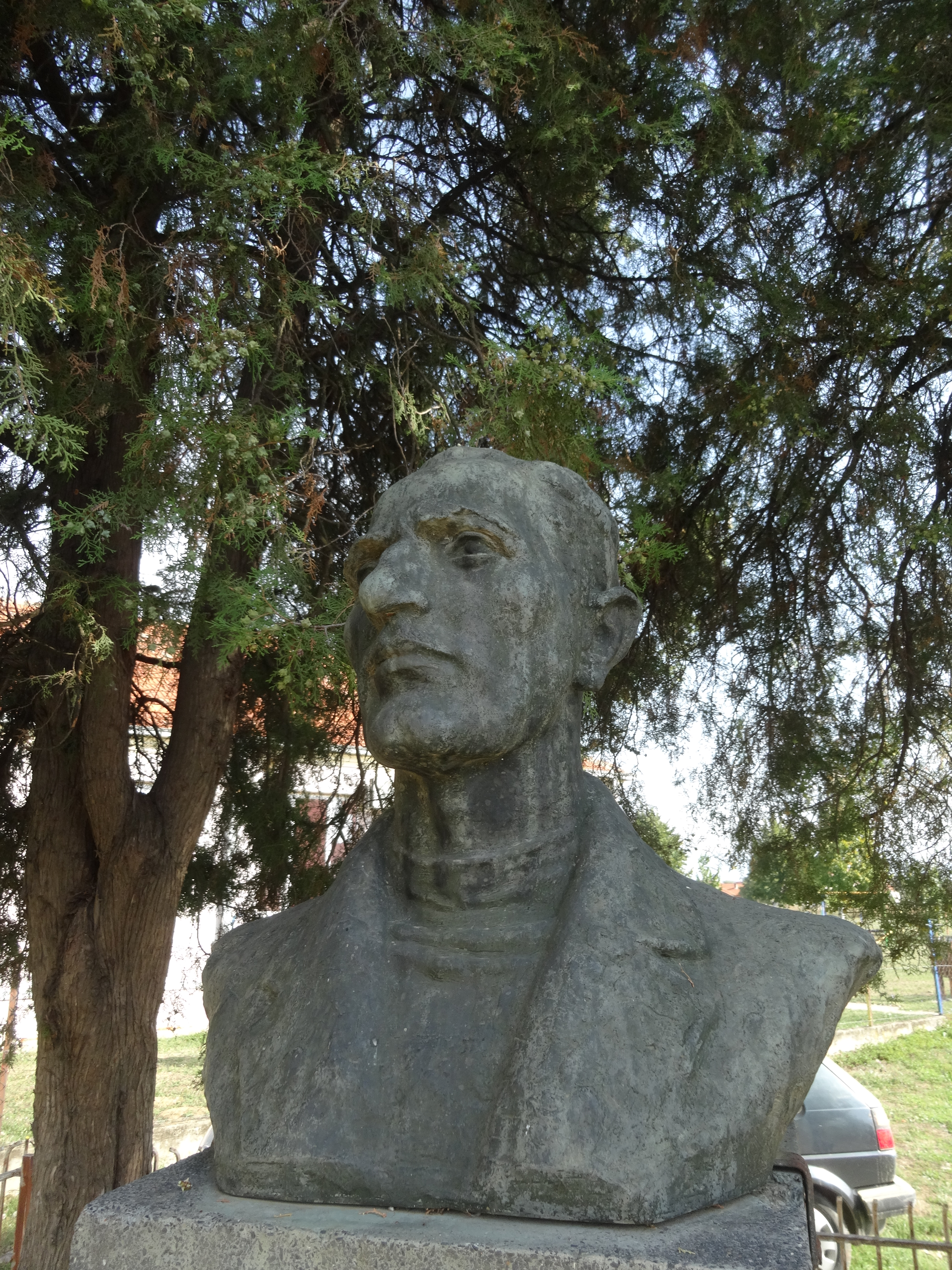
Le monument de Toma Kostić à Bratmilovce

## Démographie

### Évolution historique de la population
| 1948 | 1953 | 1961  | 1971  | 1981  | 1991  | 2002  | 2011  |
| ---- | ---- | ----- | ----- | ----- | ----- | ----- | ----- |
| 649  | 719  | 1 101 | 1 990 | 2 754 | 3 364 | 3 531 | 3 468 |

|  |